# IPad Pro (4‑го покоління)
iPad Pro 2020 (iPad Pro 4-го покоління) — це лінія планшетних комп'ютерів iPad, створена, розроблена та реалізується компанією Apple Inc., яка працює на операційних системах iPadOS. Дане покоління доступне у двох розмірах екрана: 11-дюймовий (28 см) та 12,9-дюймовий (33 см), кожен має чотири варіанти внутрішніх ємностей: 128 ГБ, 256 ГБ, 512 ГБ та 1 ТБ.
Про вихід iPad Pro четвертого покоління Apple оголосила 18 березня 2020 року.

## Деталі
IPad Pro четвертого покоління має процесор Apple A12Z з восьмиядерним графічним процесором, підтримкою WiFi 6 та покращеним налаштуванням камери з 12-мегапіксельною камерою, ультраширокою камерою 10 Мп та сканером LiDAR для доповненої реальності. З третього покоління в четверте оперативна пам'ять була збільшена з 4 до 6 ГБ на моделях 128 ГБ, 256 ГБ і 512 ГБ і залишається на рівні 6 ГБ для моделі 1 ТБ. Базовий варіант зберігання був подвоєний з 64 ГБ (59,6 ГБ) у третьому поколінні до 128 ГБ (119,2 ГБ) у четвертому поколінні. У травні було випущено нову клавіатуру Magic Keyboard, яка включає трекпад, клавіші з підсвічуванням, порт USB-C для проходження зарядки та консольний дизайн, що дозволяє iPad Pro «плавати» над клавішами. Чарівна клавіатура сумісна з iPad Pro третього покоління.
Підтримка трекпадів, мишей та вказівних пристроїв була оголошена як особливість версії 13.4 iPadOS, яка вийшла 24 березня 2020 року.